# Om Kret
Om Kret (tiếng Thái: อ้อมเกร็ด, phát âm [ʔɔ̂ːm krèt]) là một trong mười hai phó huyện (tambon) của huyện Pak Kret, ở Nonthaburi, Thái Lan. Phó huyện xung quanh (theo chiều kim đồng hồ) là Bang Phlap, Ko Kret, Tha It, Bang Rak Noi, Bang Rak Phatthana và Phimon Rat. Vào năm 2020 tổng dân số ở đây là 4.829 người.

## Phân cấp hành chính

### Hành chính trung tâm
Phó huyện được chia thành 6 làng (muban).
| No. | Tên                                            | Tiếng Thái                    |
| --- | ---------------------------------------------- | ----------------------------- |
| 01. | Ban Tha Lan                                    | บ้านท่าลาน                      |
| 02. | Ban Wat Sing Thong (Ban Khlong Bang Bua Thong) | บ้านวัดสิงห์ทอง (บ้านคลองบางบัวทอง) |
| 03. | Ban Khlong Bang Pakun (Ban Khlong Bang Na)     | บ้านคลองบางปะกุน (บ้านคลองบางนา) |
| 04. | Ban Khong Takhian (Ban Khlong Yai Chan)        | บ้านคลองตะเคียน (บ้านคลองยายจัน)  |
| 05. | Ban Khlong Ban Kao                             | บ้านคลองบ้านเก่า                 |
| 06. | Ban Khlong Bang Noi                            | บ้านคลองบางน้อย                 |

### Hành chính địa phương
Toàn bộ khu vực phó huyện được bao phủ bởi tổ chức hành chính phó huyện Om Kret (tiếng Thái: องค์การบริหารส่วนตำบลอ้อมเกร็ด).